# Isidre Esteve Pujol

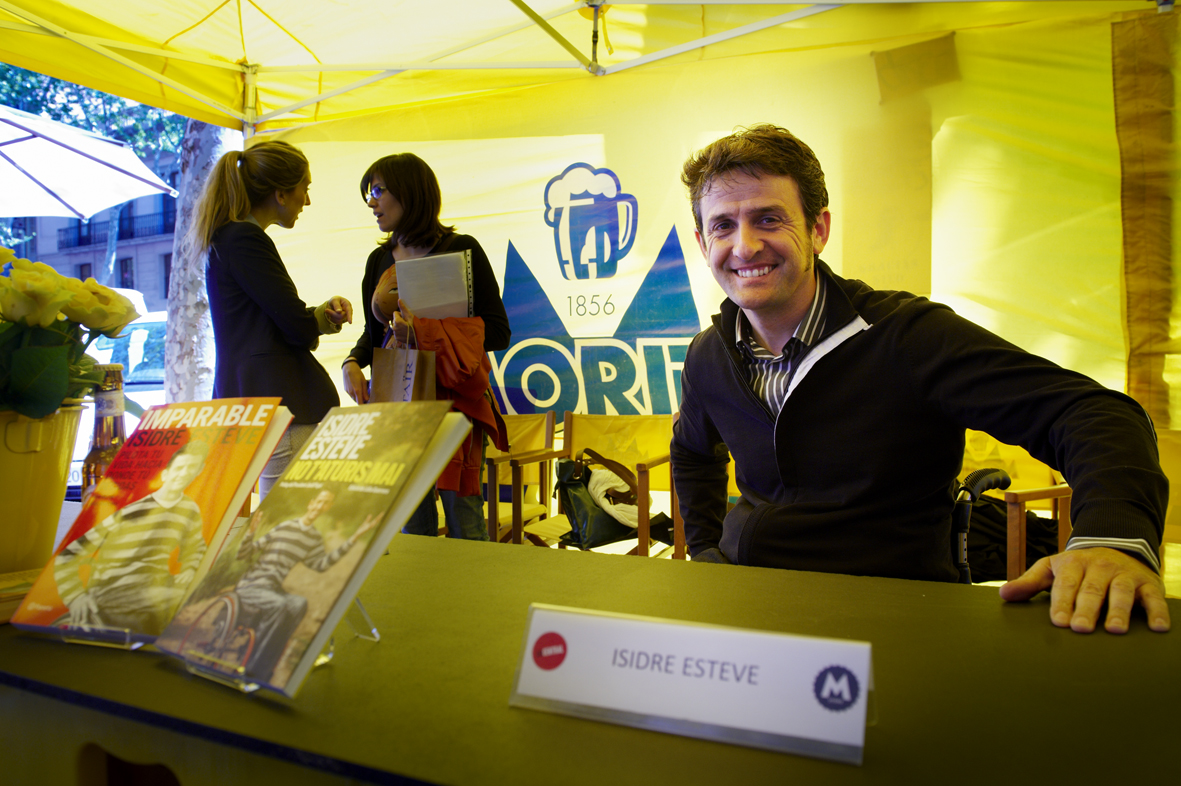
Isidre Esteve Pujol (2013)

Isidre Esteve Pujol (* 15. Mai 1972 in La Seu d’Urgell, Lleida) ist ein spanischer Endurorennfahrer.

## Karriere
Er wurde 1995 Vizemeister der Europäischen Enduro-Meisterschaft. 1999 wurde er Spanischer Enduro-Meister. Isidre Esteve Pujol nahm seit 1998 mehrmals an der Rallye Dakar teil. Seine besten Platzierungen waren die vierten Plätze 2001, 2005 und 2007. 2004 gewann er die Rallye Orpi Marokko und die UAE Desert Challenge. 
Bei der Rallye Dakar 2006 musste er auf der neunten Etappe aufgeben, da er infolge seiner zwei vorangegangener Stürze zu große Verletzungen hatte, um weiterzufahren. Kurioserweise sicherte er damit unbewusst den Rallyesieg seines Teamkollegen Marc Coma, der auf derselben Etappe aufgrund von technischen Problemen seines Motorrads schon aufgeben wollte und auf die Organisation der Rallye wartete, um eingesammelt zu werden. Als zufällig der Helikopter, der das Motorrad von Esteve Pujol abtransportierte, über Coma hinwegflog, winkte er den Helikopter herbei und konnte auf seinem Motorrad die Rallye fortsetzen. Am Ende wurde Coma Gesamtsieger in der Motorradwertung.

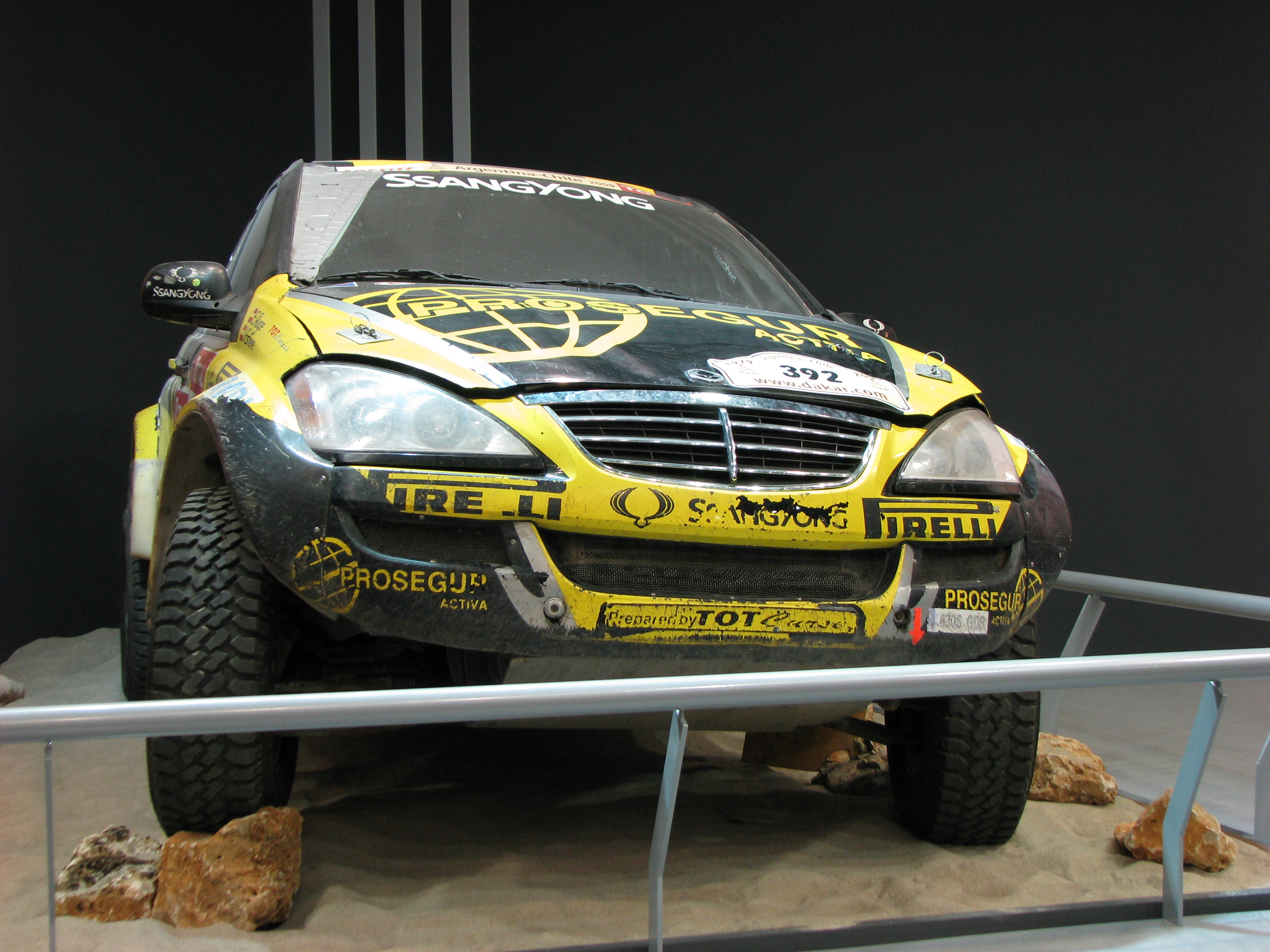
Ssangyong Kyron

Esteve Pujol stürzte am 24. März 2007 während des Campeonato de España Todo Terreno bei Almería schwer, als er durch ein ausgetrocknetes Flussbett fuhr und auf einen Felsen prallte. Seitdem ist er hüftabwärts gelähmt und auf einen Rollstuhl angewiesen. Statt seine Karriere zu beenden, zeigte er sich kämpferisch und arbeitete auf die Rückkehr in den Motorsport hin. Allerdings kann er nicht mehr Motorrad fahren und muss auf das Auto umsteigen. Ab 2008 nahm er mit seinem Copilot Eric Auge Medina in seinem umgebauten SsangYong Kyron erstmals wieder an Marathonrallyes teil. So bestritt er auch die Rallye Dakar 2009 und konnte das Ziel erreichen.